# Vormingscentrum Lodewijk Dosfel
Het Vormingscentrum Lodewijk Dosfel, afgekort VCLD, is een Vlaamse politieke vormingsinstelling van de Nieuw-Vlaamse Alliantie (N-VA).

## Geschiedenis
Het vormingsinstituut werd eind 1966 op initiatief van Maurits Coppieters en Etienne Slosse opgericht. In januari 1967 verleende Angela Tysmans toestemming om de nieuwe organisatie naar haar overleden echtgenoot, de rechtsgeleerde en letterkundige Lodewijk Dosfel, te noemen. In het voorjaar van dat jaar organiseerde het Dosfelinstituut (DI) een eerste reeks activiteiten. Vanaf het jaar nadien werd het instituut door de dienst Volksontwikkeling van het ministerie van Nederlandse Cultuur gesubsidieerd.
Het Dosfelinstituut was een politieke vormingsinstelling die uitging van een federalistische en volksnationalistische maatschappijvisie en als denktank voor de Volksunie (VU) functioneerde. Ze verrichtte voorbereidend studiewerk in functie van het partijprogramma, verzorgde studiedagen en publicaties en werkte van 1974 tot 1977 mee aan het VU-televisieprogramma Voor derden. Als kadervormingscentrum richtte de organisatie voorlichtingsavonden voor Volksunie-mandatarissen en partijkaders in. Daarop werd enerzijds de bestuurlijke organisatie van de partij toegelicht en anderzijds informatie over het partijprogramma, de staatshervorming en de werking van het parlement en verstrekt. In 1977 werd deze taak deels overgenomen door de Vereniging van Vlaamse Mandatarissen, die rechtstreeks onder de controle van de partij stond.
Een tweede doelstelling van de instelling was het geven van "culturele en staatsburgerlijke vorming voor volwassenen in een Vlaams-nationale geest". Ze organiseerde informatieavonden over de Vlaamse problematiek. Bovendien was er aandacht voor Nederland en andere nationale minderheden zoals Baskenland en Frans-Vlaanderen. In het kader hiervan werkte het Dosfelinstituut samen met lokale socio-culturele verenigingen zoals het Karel Bulsfonds.
Om als vormingscentrum volgens het decreet op de vormingsinstellingen uit 1976 te worden erkend werd het Dosfelinstituut aanzienlijk hervormd. Het instituut heette voortaan Politiek Vormingscentrum Lodewijk Dosfel (PVCLD), waaronder vier diensten ressorteerden: het Politiek Kaderinstituut (kadervorming), de dienst Publicaties (Dosfeldocumenten en -nota's), de dienst Europese Volkshogeschool (voorlichting aangaande de Europese problematiek en studiereizen buiten Vlaanderen) en het eigenlijke door de overheid erkende en gesubsidieerde PVCLD (socio-cultureel vormingswerk). Het studiewerk en de coördinatie van het VU-standpuntenprogramma werden respectievelijk naar het Vlaams Nationaal Studiecentrum (VNS) en het Vlaams Pers-, Radio- en TV-Instituut (VPRTI) overgeheveld.
In 1979 wijzigde de naam in Vormingscentrum Lodewijk Dosfel (VCLD), waardoor de nadruk meer op volwassenenvorming vanuit "een volksnationale, pluralistische en federalistische geest" gericht op het brede publiek kwam te liggen. In 1986 werd het VCLD als politieke vormingsinstelling op basis van het decreet van 1985 erkend.
Het VCLD ontwikkelde een "tweesporenbeleid", enerzijds gericht op Vlaamsgezinde organisaties en het brede publiek en anderzijds op de Volksunie. Lokale Vlaamsgezinde organisaties konnen op het programma-aanbod (lezingen, gespreksavonden en debatten) inpikken. Daarnaast bleef kadervorming deel uitmaken van de werking van het VCLD. Het aanbod was ingedeeld in zes thematische sectoren: Europese en mondiale vorming, vaardigheden, politieke vorming, algemeen-maatschappelijke vorming, VU-kadervorming en VB.

## Bestuur
| Periode     | Voorzitter           |
| ----------- | -------------------- |
| 1967 - 1979 | Maurits Coppieters   |
| 1979 - 1987 | Eugène van Itterbeek |
| 1987 - 2001 | Chris Vandenbroeke   |

| Periode     | Directeur             |
| ----------- | --------------------- |
| 1967 - 1969 | Etienne Slosse        |
| 1969 - 1975 | Walter Augustynen     |
| 1975 - 1987 | Johan Beke            |
| 1987 - 2001 | Lieven Dehandschutter |